# 博布赖
博布赖（法語：Beaubray，法語發音：[bobʁɛ]）是法国厄尔省的一个市镇，位于该省南部，属于埃夫勒区。

## 地理
博布赖（48°54'44"N, 0°54'45"E）面积15.43 平方千米，位于法国诺曼底大区厄尔省，该省份为法国北部内陆省份，北起滨海塞纳省，西接奧恩省和卡爾瓦多斯省，南至厄尔-卢瓦省，东临瓦兹省、瓦兹河谷省和伊夫林省。
与博布赖接壤的市镇（或旧市镇、城区）包括：马尔布瓦、乌什地区孔什、纳热勒-塞梅尼勒。

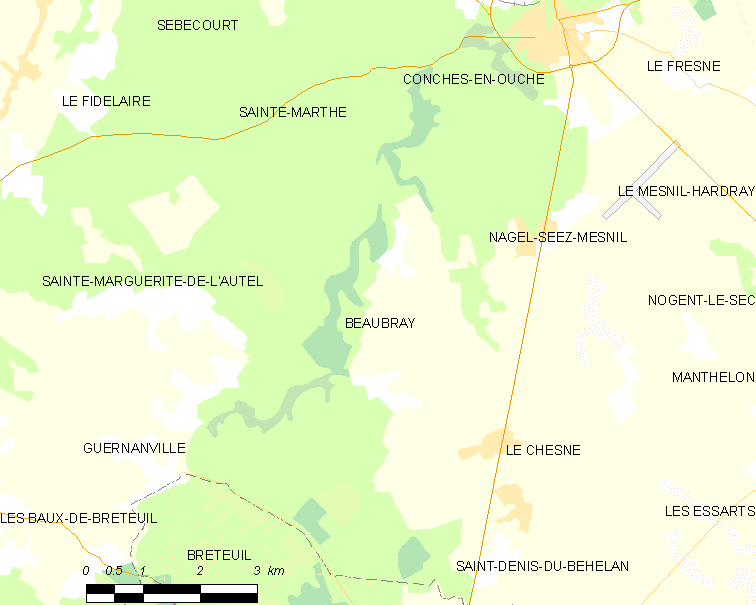
博布赖的OSM定位图

博布赖的时区为UTC+01:00、UTC+02:00（夏令时）。

## 行政
博布赖的邮政编码为27190，INSEE市镇编码为27047。

## 政治
博布赖所属的省级选区为乌什地区孔什县。

## 人口

1962-2008年间博布赖人口变化图示

博布赖于2022年1月1日时的人口数量为338人。